# Sophie Traub
Sophie Traub es una actriz canadiense. Sus papeles incluyen a Lucy, en el cortometraje Pink (2003), June junto a su coprotagonista Johnny Knoxville en Daltry Calhoun (2005), la joven Silvia en La intérprete (2005) y Lori junto a su coprotagonista Russell Crowe en Tenderness (2009).

## Filmografía parcial[3]
- Pink (2003) como Lucy
- La radio libre de Roscoe (2003) como Jennifer (1 episodio)
- La intérprete (2005) como Joven Silvia
- Daltry Calhoun (2005) como June
- Tenderness (2009) como Lori
- Thou Wast Mild and Lovely (2014) como Sarah
- Holidays (2016) como Kate
- Easy (2017) como Stephanie (1 episodio)
- Madeline's Madeline (2018) como Hollie